# 岭坡乡
岭坡乡，是中华人民共和国湖南省衡陽市衡山县下辖的一个乡镇级行政单位。2015年11月18日，岭坡乡、望峰乡成建制合并设立岭坡乡。

## 行政区划
岭坡乡下辖以下地区：
岭坡坳社区、大烟村、龙潭冲村、蛟龙村、潮水村、福星村、金鹅村、黄谷村、水口村、分盐村、赤盐村、椒坪村、大丰村、太平村、双江村、合营村、晓烟村、城前村和营桥村。